# Chiungutwa
Chiungutwa è una circoscrizione mista (mixed ward) della Tanzania situata nel distretto rurale di Masasi, regione di Mtwara. Conta una popolazione di 13 676 abitanti (censimento 2012).